# Jussarö
Jussarö (en finnois : Jussaari) est une île de Finlande.

## Géographie
Elle fait partie de la municipalité d'Ekenäs (Raseborg) et s'étend sur 1,9 km de longueur et 1,3 km de largeur. 
L'île est connue pour son phare construit en 1811. 

## Histoire
L'île est connue depuis les années 1240 par les marins. La mine de fer a été fermée en 1967. Ses bâtiments ont été utilisés jusqu'en 2005 par l'armée. 
Jussarö, qui avait sa paroisse, est aujourd'hui une ville fantôme. Des prisonniers ont travaillé à la mine au XIXe siècle. 

## Galerie

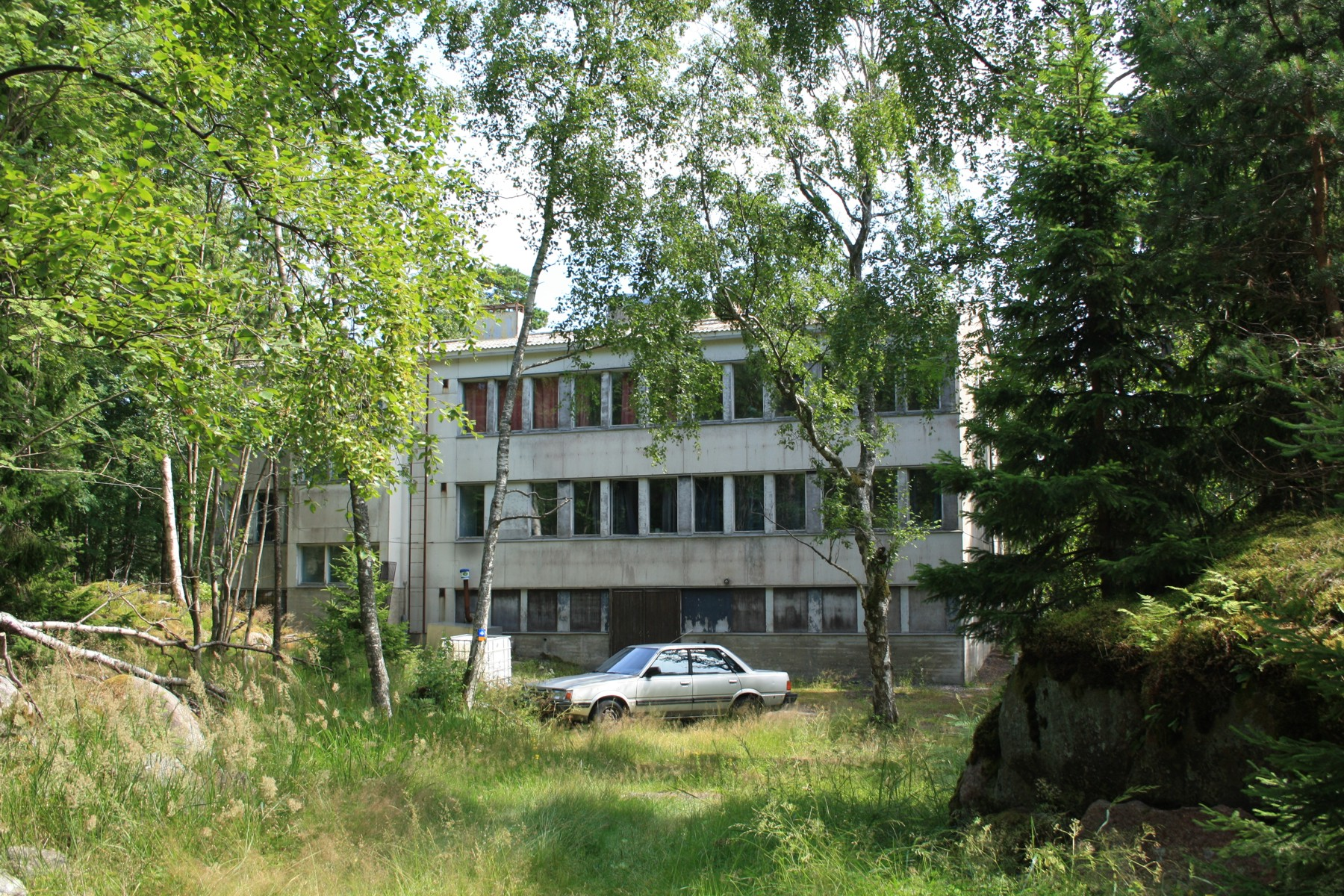
Immeuble désaffecté
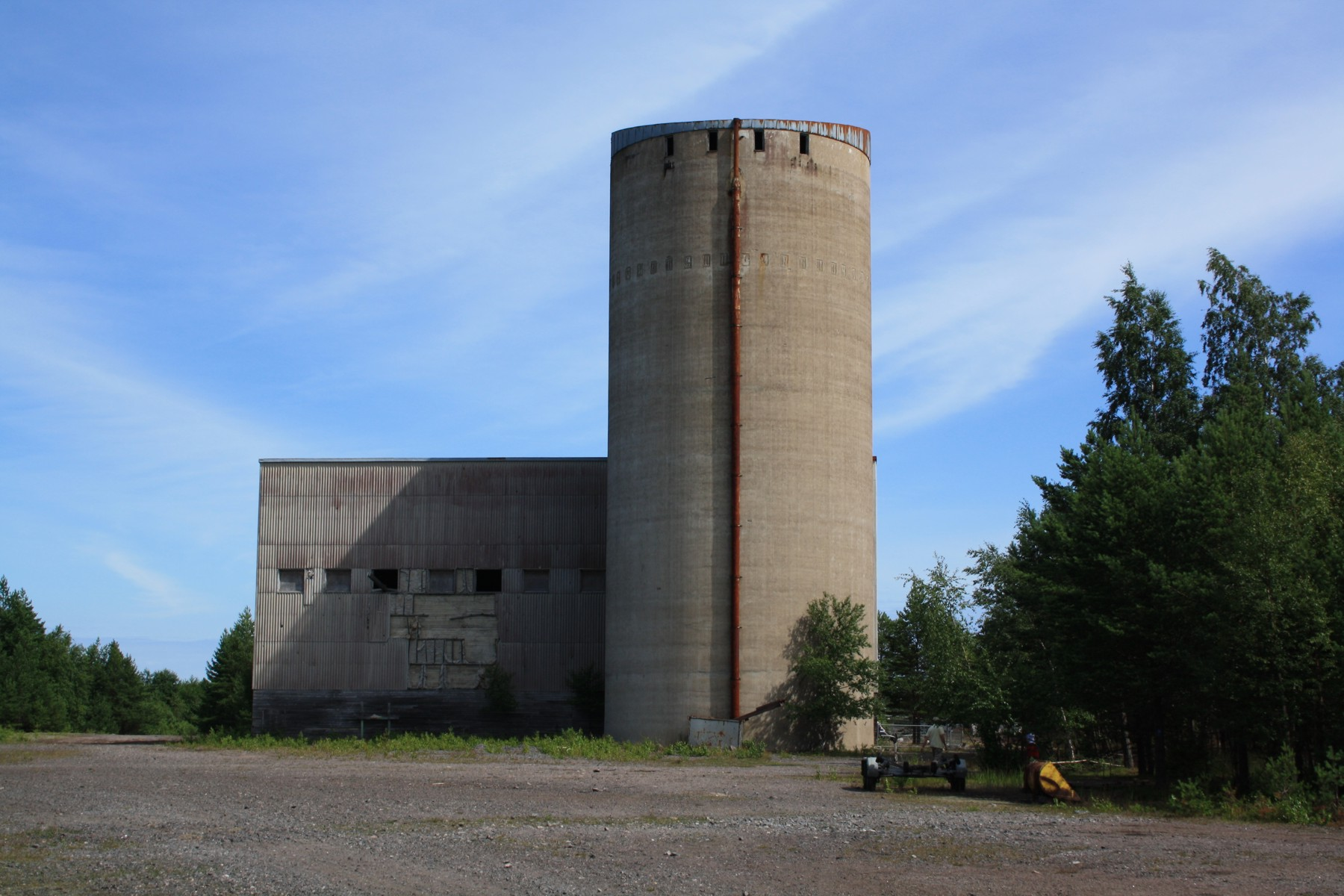
Ancien bâtiment de la mine désaffectée
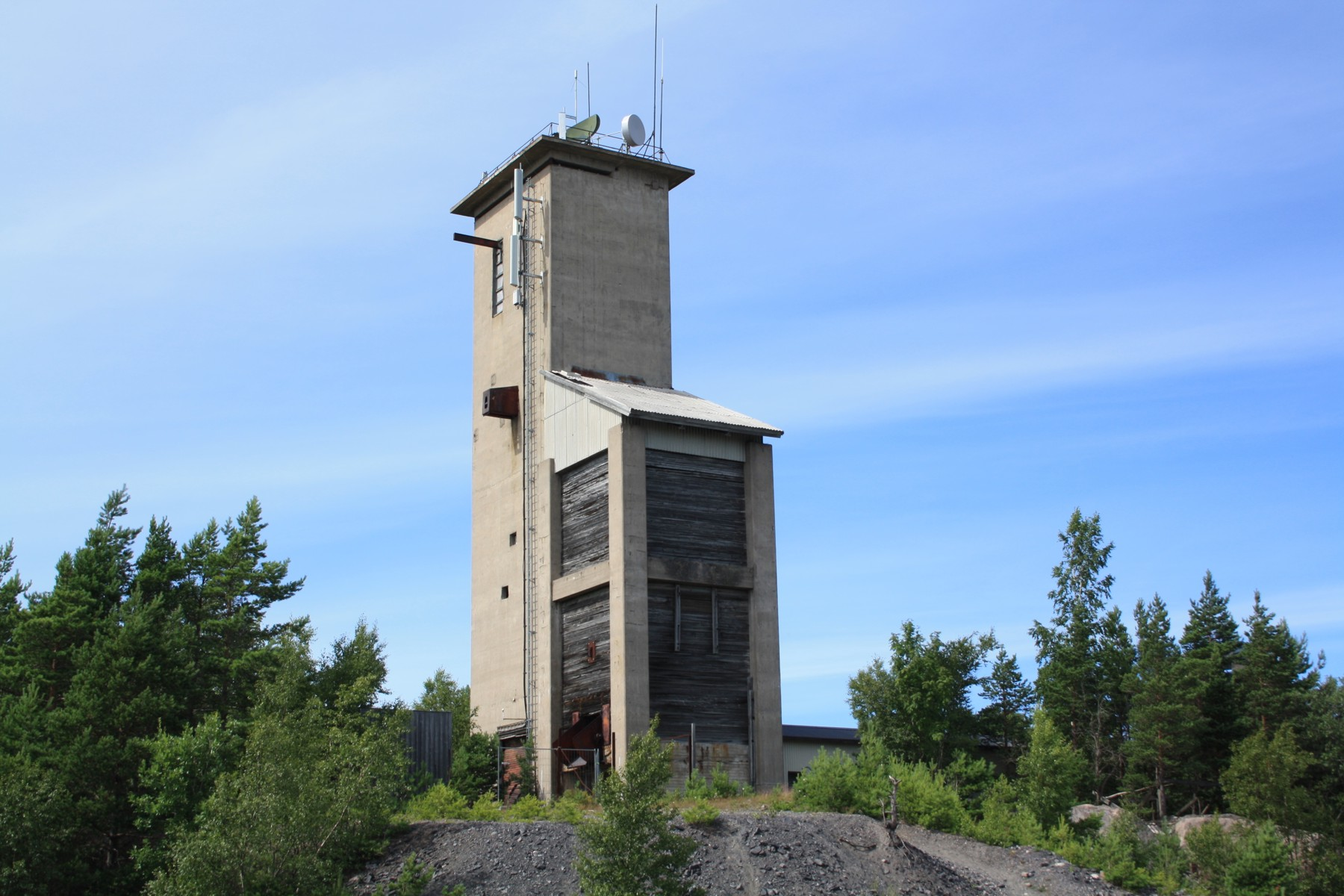
Autre bâtiment
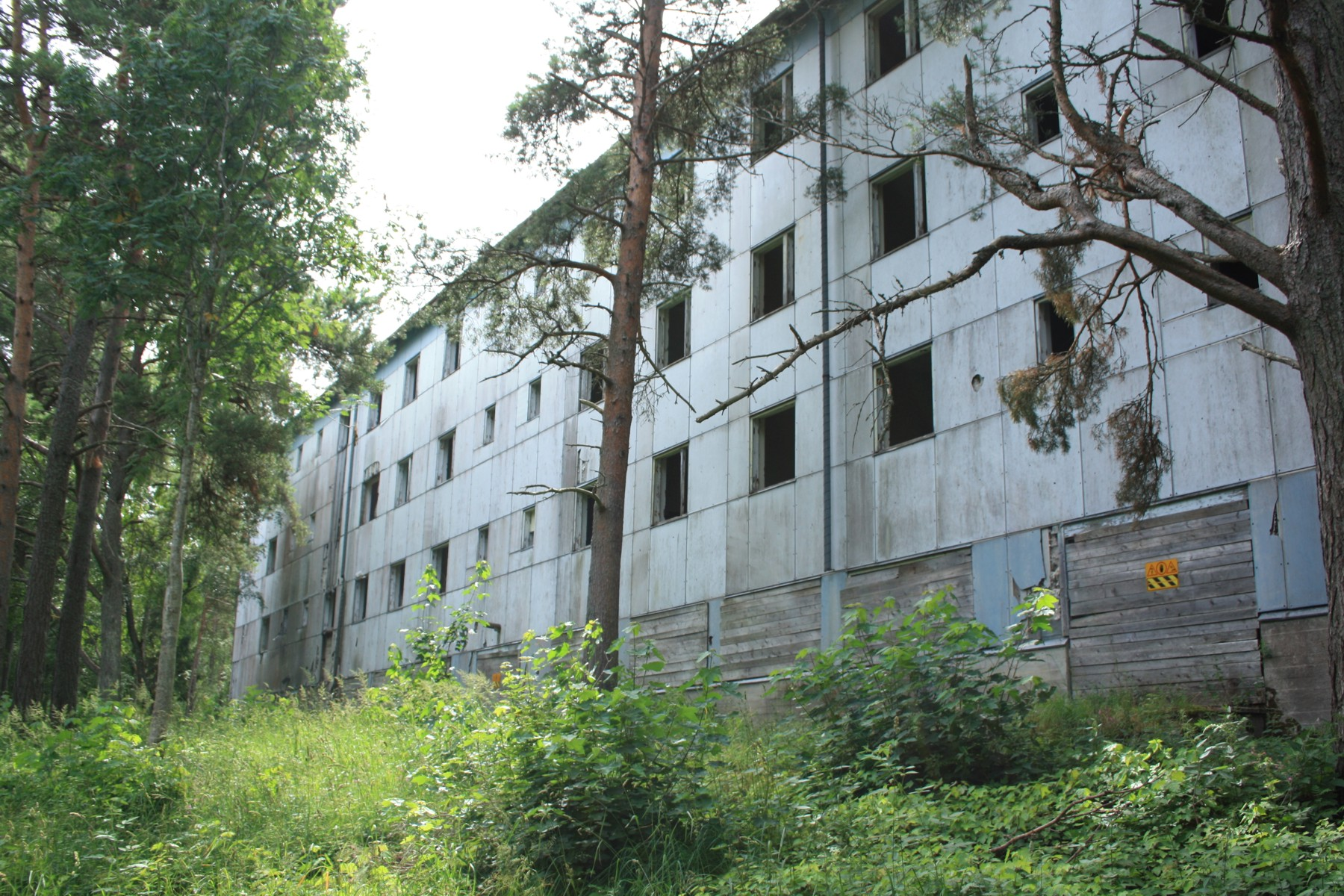
bâtiment
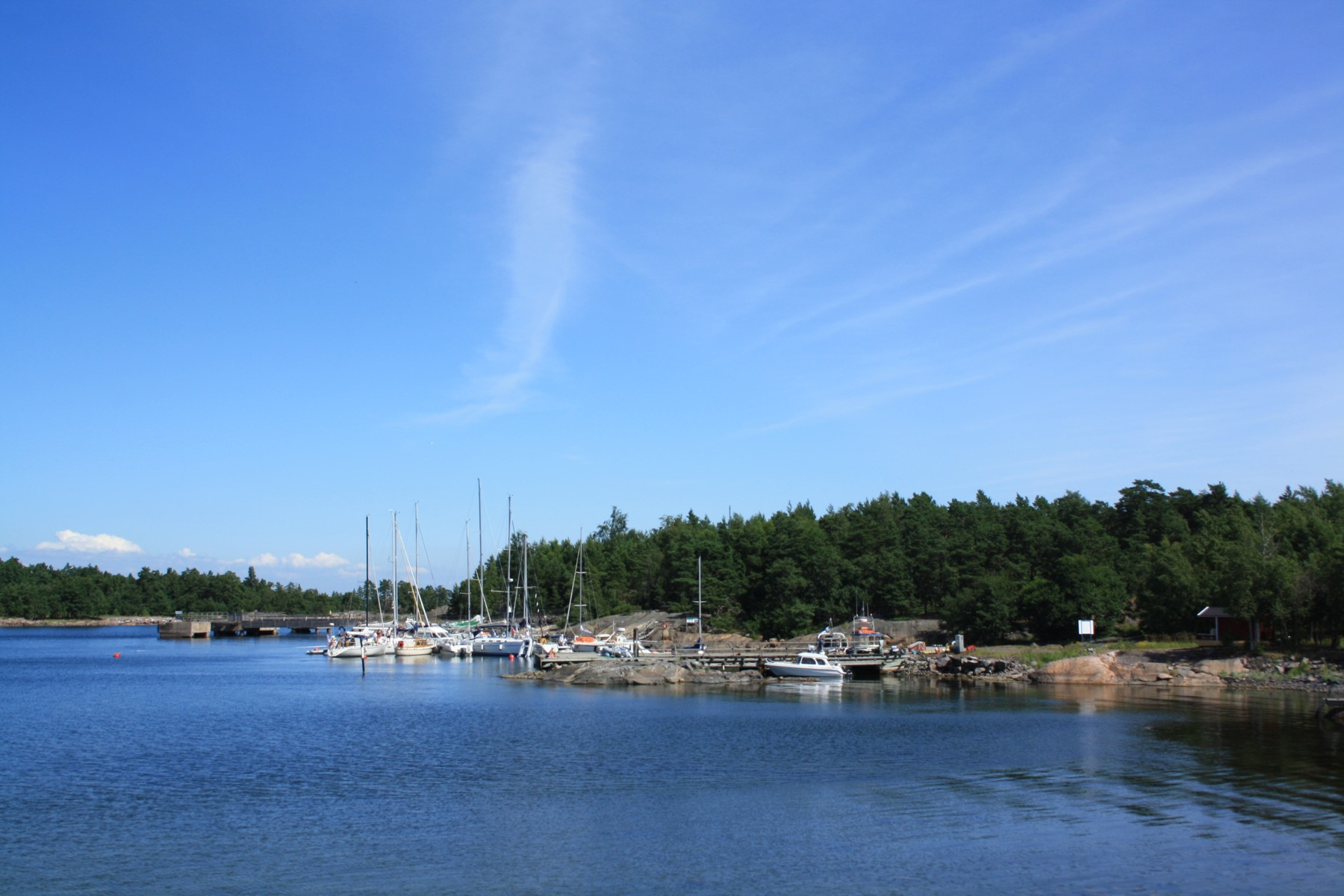
Vue de l'île
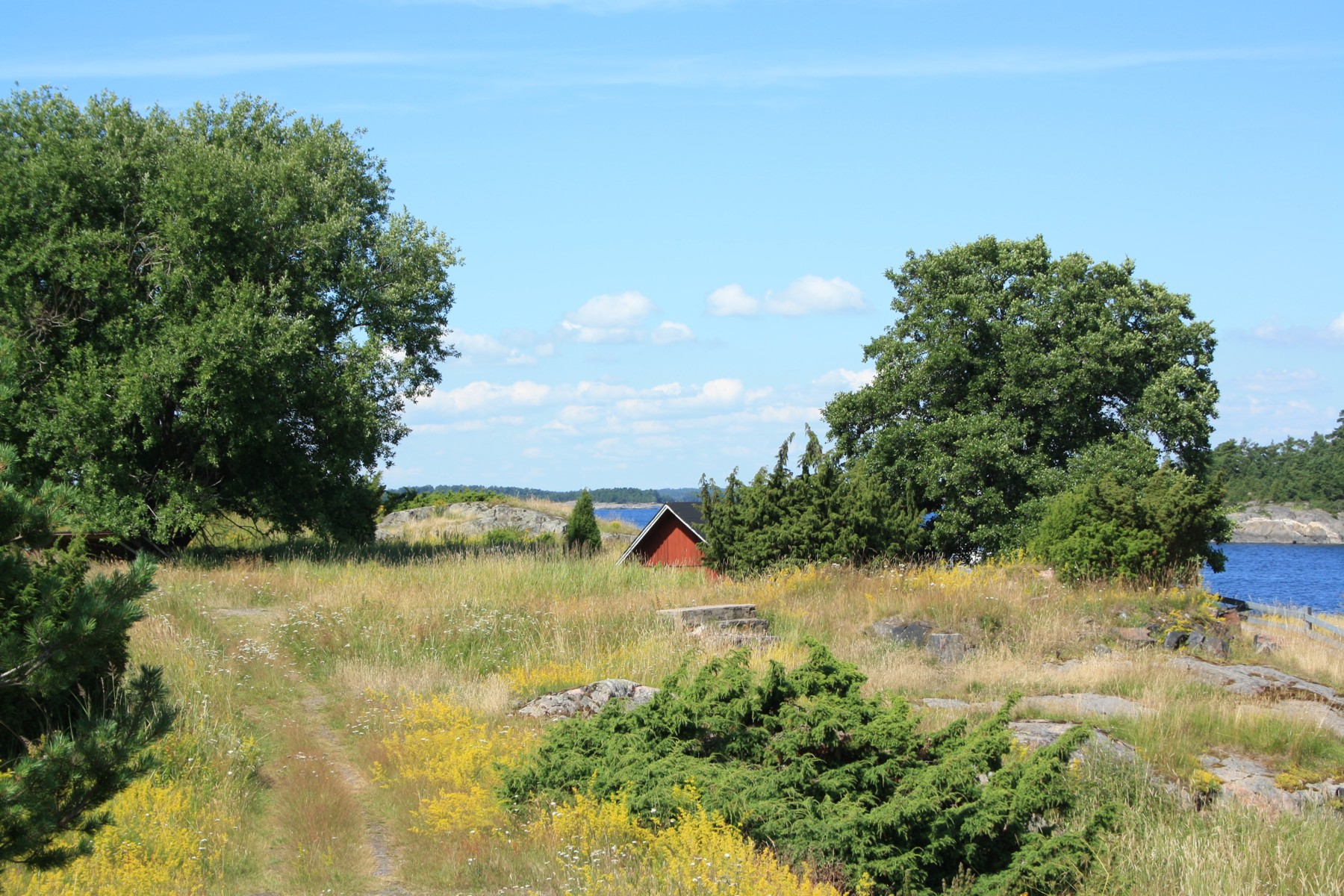
Paysage de l'île
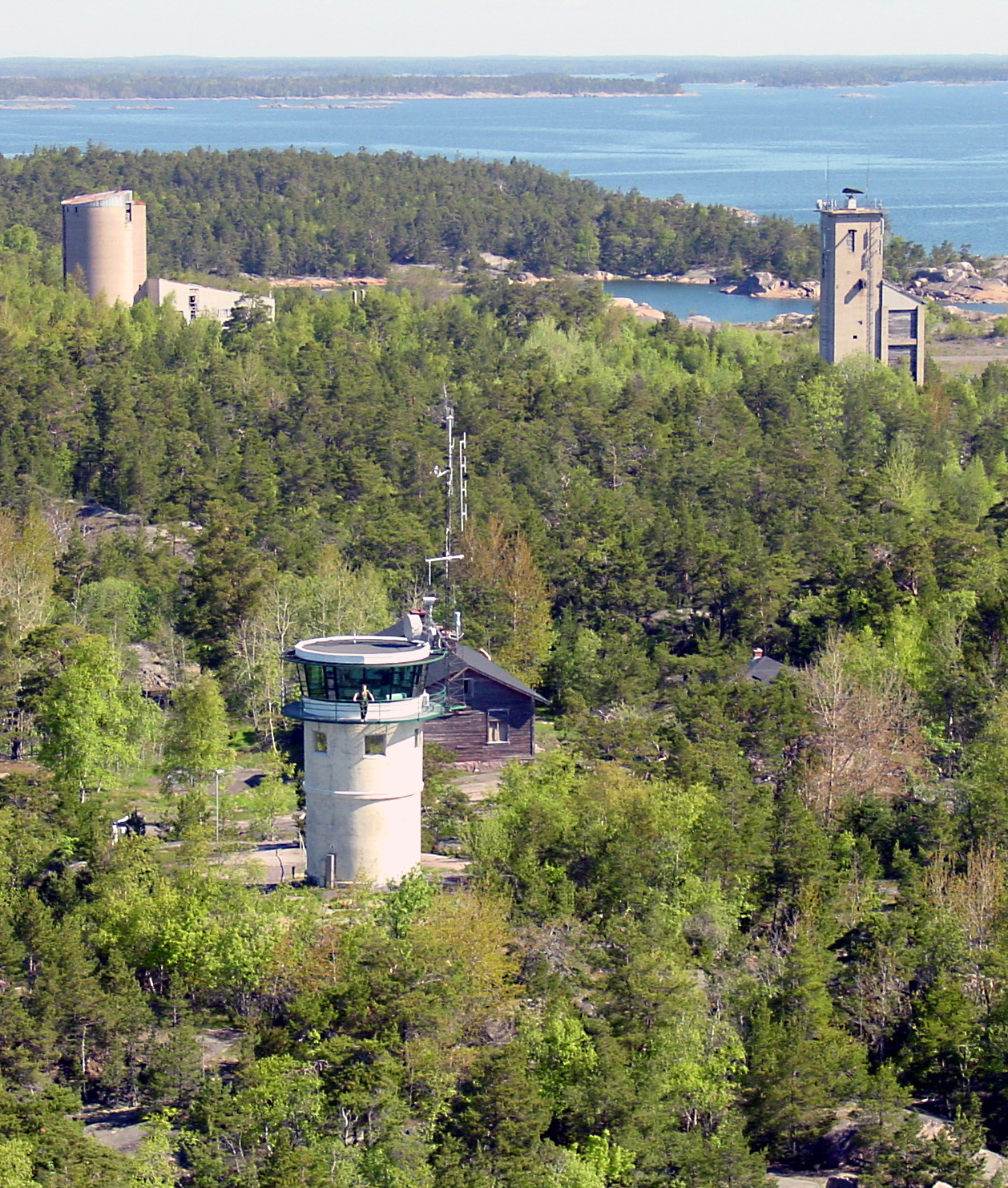
Poste d'observation